# Rafael Izquierdo y Gutiérrez
Rafael Izquierdo Gutiérrez (Santander, 24 de setembre de 1820 - Madrid, 1882) fou un militar i polític espanyol, diputat a les Corts espanyoles durant el Sexenni Democràtic.

## Biografia
Va començar la seva carrera militar ingressant com cadet en el regiment d'infanteria de Girona, amb el qual va participar en la primera guerra carlista a Navarra, aconseguint el grau de capità per mèrits de guerra als 17 anys. Va prendre part també en la segona guerra carlista, acabant-la amb l'ocupació de tinent coronel. Va participar en la guerra d'Àfrica, al final de la qual era general de brigada. Va ser governador militar de Lugo en 1861 i governador de Puerto Rico entre 1862 i 1863.
Destinat com a segon en el comandament de la capitania general d'Andalusia, va donar suport a la revolució de 1868. A les eleccions generals espanyoles de 1869 fou elegit diputat per Antequera. Entre 1871 i 1873 fou governador i capità general de les Illes Filipines, on es va fer tristament famós per la repressió a la que va sotmetre als autonomistes filipins. En una elecció parcial al districte de la Vila Joiosa fou elegit diputat a les eleccions generals espanyoles d'agost de 1872 per a substituir Alejandro García Pujol. En 1874 fou nomenat Capità General de Catalunya. A les eleccions generals espanyoles de 1881 es va tornar a presentar per la mateixa circumscripció, però no fou escollit.